# Flirsch
Flirsch – gmina w Austrii, w kraju związkowym Tyrol, w powiecie Landeck. Leży w Alpach, na wysokości 1154 m n.p.m. Powierzchnia gminy wynosi 31,05 km², liczy 934 mieszkańców (1 stycznia 2015).
Herb miasta przedstawiający złote krokusy na niebieskim tle, został ustanowiony w 1974.

## Położenie
Gmina leży w dolinie Stanzer, między miastem Landeck a gminą St. Anton am Arlberg. Leży po obu stronach rzeki Rosanna.

## Historia
Tereny Flirscha były zasiedlone od czasów prehistorycznych. Pierwsze wzmianki o miejscowości pochodzą jednak z XIII wieku. Okolice były wówczas zasiedlone przez ludność retoromańską. Parafię Flirsch założono w 1385. Obecny kościół pw. św. Bartłomieja (Hl. Bartholomäus) został gruntownie przebudowany w XVIII wieku i odnowiony na pocz. XIX wieku. Na przełomie XIX i XX wieku miejscowość znacznie się rozwinęła dzięki założonej w 1886 wytwórni, przerabiającej owczą wełnę. Zakład zamknięto w 1964, ale willa właściciela fabryki Aloisa Draxla została odkupiona przez władze gminy i służy jako ratusz. Dodatkowo w latach 1880–1884 Flirsch uzyskało połączenie kolejowe. W 1978 wybudowano drogę Arlberg Schnellstraße. Obecnie gmina żyje dzięki turystyce.

## Osoby

### urodzone we Flirschu
- Alois Schönach (1811-1899) – organista
- Franz Michael Senn (1759-1813) – urzędnik, sędzia, działacz wolnościowy

### związane z gminą
- Alois Draxl – przemysłowiec
- Mario Matt – narciarz